# Данило Олександрович
Данило Олександрович (1261 — 4 березня 1303, Москва) — син Олександра Невського й Олександри Полоцької , у 16 років став першим князем Москви та
Московського князівства після того як отримав ярлик від Менгу Тимура на княжіння. Святий РПЦ.

## Біографія
1263 великий князь владимирський Олександр Невський виокремив Московське князівство зі складу Владимирського і віддав Данилу, який був наймолодшим його сином. В цей час Данилові було лише 2 роки, тому управління московською волостю через своїх тівунів здійснював владимирський князь Ярослав Ярославич до своєї смерті у 1271 р.
Як московський князь Данило вперше згадується у 1281 році. За його князювання Москва значно зміцнила свої політичні позиції у Північно-Східній Русі та інтенсивно розширювалася, про що свідчать дані археологічних досліджень. Спершу Данило ворогував зі своїм старшим братом, великим князем владимирським та князем переяславль-залєським Дмитром Олександровичем, але пізніше став його союзником. 1294 року, після смерті Дмитра, він очолив московсько-переяславсько-тверську коаліцію, яка виступила супроти нового владимирського князя, Андрія Олександровича. У процесі цієї боротьби Данилу 1296 року вдалося на деякий час посісти новгородський стіл. 1302 р., після смерті переяславль-залєського князя, Івана Дмитровича, Данило захопив Переяславль-Заліський та вигнав звідти намісників великого князя. Після смерті Данила (5 березня 1303 р.) Переяславль-Залєський до кінця 1305 утримували його сини. 

## Сім'я і діти
Ім'я дружини Данила Олександровича згадано в опублікованому 1996 року Ростовському соборному синодику, де вона названа Агрипіною. За припущенням А. А. Горського, вона була донькою галицького князя Лева Даниловича. М. Д. Хмиров та К. В. Рижов дружиною вважають Марію, а Л. Є. Морозова не називаючи імені припускає, що дружиною була донька рязанського князя Ярослава Романовича. Майкл Маклаган припускає, що дружиною була Василіса Дмитрівна. А. А. Молчанов вважає абсолютно безпідставною припущення В. В. Кюнтцеля, що дружиною була родичка московського тисяцького Протасія Федоровича. Мав щонайменше п'ятьох синів:
- Іван Данилович Калита (1288—1340/1341) — князь московський і великий князь владимирський, 1328 року отримав ярлик хана Узбека на Велике князівство Владимирське.
- Юрій Данилович (?—1325) — московський князь з 1303 р., великий князь владимирський у 1319—1322 роках (як Юрій III), князь новгородський з 1322 року.
- Олександр Данилович (? — до 1320)
- Борис Данилович (?—1320) — князь костромський з 1304 року.
- Афанасій Данилович (?—1322) — князь новгородський у 1314—1315 і 1319—1322 роках.

## Галерея

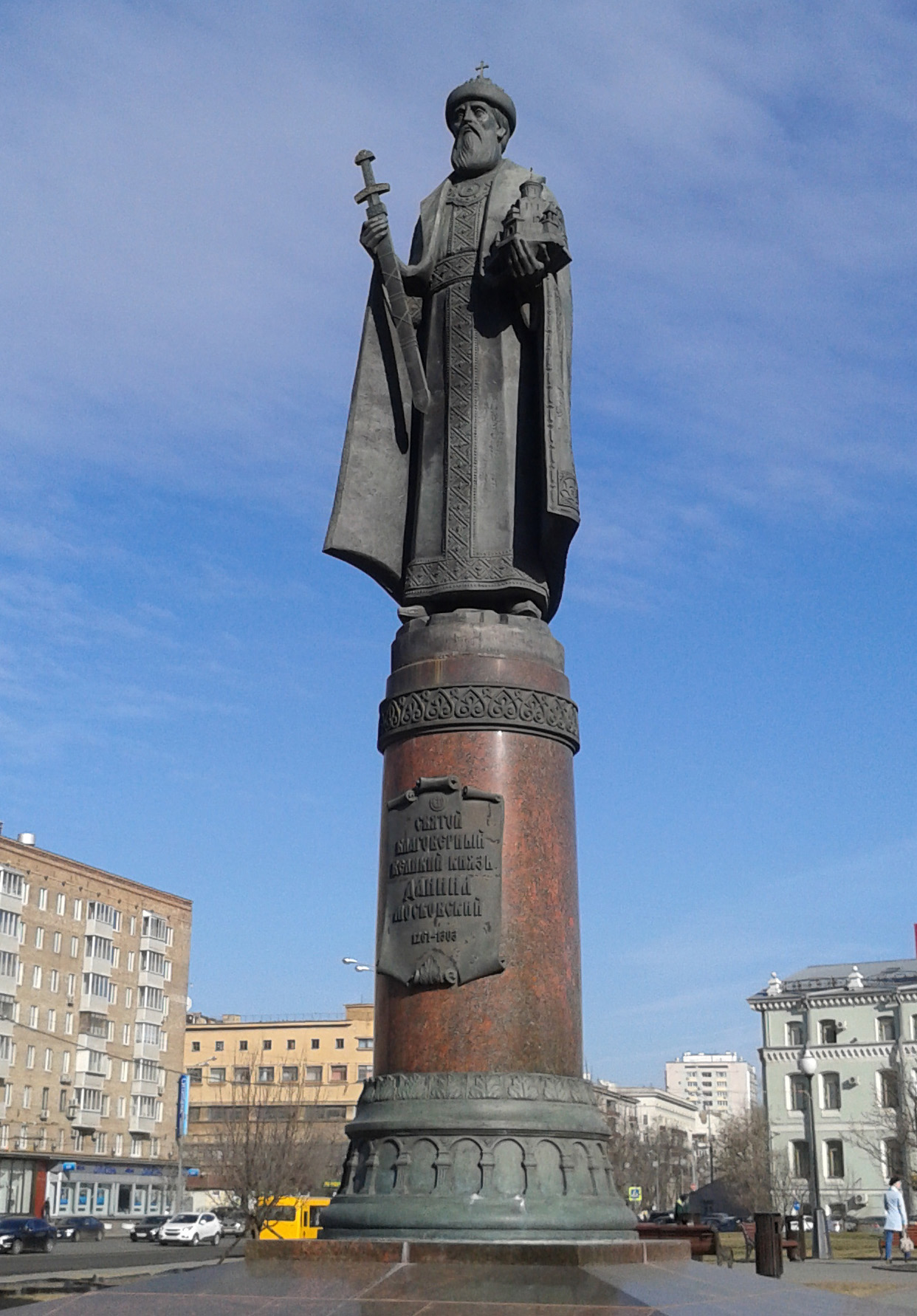
Пам'ятник Данилу Московському у Москві